# Gu meilied
Een gu meilied is een Chinees volksliedje dat gezongen wordt door de Tanka en de bewoners in het Zhongshanse district Dashatian (大沙田区). Het is een van de vele varianten volksliederen in Zhongshan. Gu meiliederen gaan over de mooie dingen in het leven. Ze worden gezongen met als doelen entertainment, huwelijksaanzoek en huwelijksfeest. Andere twee soorten liederen die in Zhongshan worden gezongen zijn xianshuilied/咸水歌 en gaotanglied/高棠歌. Als het lied een ariatoon heeft, betekent dat dat het lied iets met droefenis te maken heeft. Er wordt daarom met deze toon op begrafenissen gezongen.